# Kolondiéba
Kolondiéba – miasto w Mali; 57 898 mieszkańców (2009). Kolondiéba znajduje się 150 km na zachód od Sikasso.